# Міхурниця судетська
Міхурниця судетська або пухирник судетський (Cystopteris sudetica) — вид трав'янистих рослин родини міхурницеві (Cystopteridaceae), поширений у помірних областях Євразії.

## Опис
Багаторічна рослина 25–40 см заввишки. Сегменти 1-го порядку загострені, з 3–9 парами бічних сегментів. Сегменти 2-го і 3-го порядків на верхівці не загострені, косо зрізані або в контурі закруглені, дрібнозубчасті; сегменти 3-го порядку до верхівки розширені. Листки в контурі широкоовальні або яйцеподібні, загострені, тричі перисторозсічені, без залозок. Індузій густо засіяний залозистими волосками.

## Поширення
Європа: Словаччина, Чехія, Естонія, Німеччина, Швейцарія, Італія, Польща, Норвегія, Росія, Румунія, Україна, Білорусь; Азія: Грузія, Сибір, Далекий Схід, Монголія, Тибет, Північна Корея, Японія
В Україні зростає на затінених скелях і кам'янистих схилах, переважно в гірських лісах — зрідка в Карпатах і Опіллі (в околицях Львова). Входить у переліки видів, які перебувають під загрозою зникнення на територіях Закарпатської, Львівської, Чернівецької областей.